# Wiener Premierenbesetzungen des Rienzi

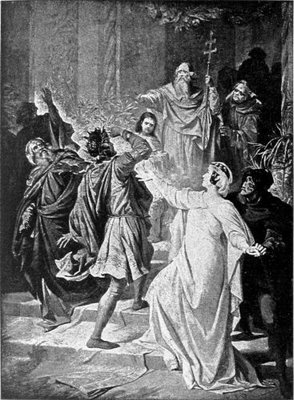
Der Bann gegen Rienzi

Die Wiener Premierenbesetzungen des Rienzi listen alle Mitwirkenden an den Neuinszenierungen von Richard Wagners Rienzi auf, die seit der Österreichischen Erstaufführung im Jahr 1871 an der k.u.k. Hofoper zu Wien, der späteren Staatsoper, stattgefunden haben.
| Rienzi | Irene Baroncelli Cecco del Vecchio                       | Paolo Orsini Steffano Colonna Adriano di Colonna | Kardinal Friedensbote          | Anzahl | Quelle |
| --- | -------------------------------------------------------- | ------------------------------------------------ | ------------------------------ | ------ | ------ |
| 30. Mai 1871, Österreichische Erstaufführung, Dirigent: nicht bekannt, Regie: Franz Steiner, Bühnenbild: Hermann Burghart, Kostüme: Franz Gaul (bis 1934)                                                                |                                                          |                                                  |                                |        |        |
| Leonhard Labatt | Marie von Rabatinsky Engelbert Pirk Angelo Josef Neumann | Emil Kraus August Egon Hablawetz Marie Trousil   | Josef Draxler Philippine Wanda | 99     | [ 1 ]  |
| 13. Dezember 1997, David Pountney, Dirigent: Zubin Mehta, Bühnenbild: Robert Israel, Kostüme: Marie-Jeanne Lecca, Licht: Mimi Jordan Sherin, Choreographie: Renato Zanella, Choreinstudierung: Ernst Dunshirn (bis 2001) |                                                          |                                                  |                                |        |        |
| Siegfried Jerusalem | Nancy Gustafson Torsten Kerl Wolfgang Bankl              | Peter Weber Walter Fink Violeta Urmana           | Roland Schubert Anat Efraty    | 22     | [ 2 ]  |